# 張輔 (明)

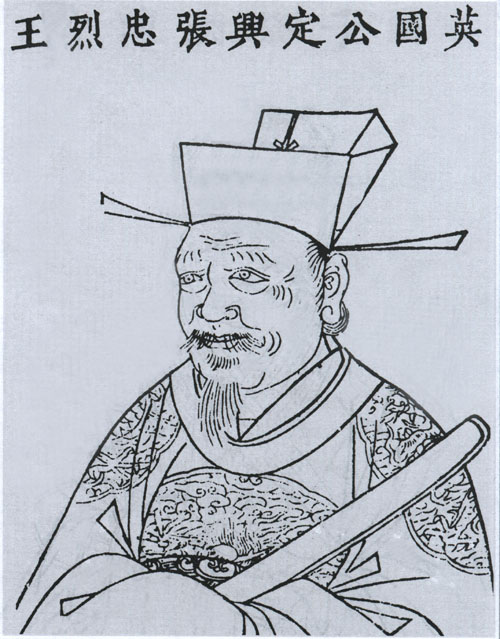
張輔

張 輔（ちょう ほ、1375年 - 1449年）は、明代の軍人・外戚。ベトナムへの遠征で知られる。字は文弼。本貫は開封府祥符県。

## 生涯
河間王張玉と王慧明のあいだの長男として生まれた。1399年（建文元年）、靖難の変が起こると、父の下で燕王朱棣の起兵に従い、指揮同知となった。1400年（建文2年）12月、父が東昌で戦死すると、張輔は父の都指揮同知の職を嗣いだ。夾河・藁城・彰徳・霊璧の戦いに参加し、いずれも功績を挙げた。1402年（建文4年）、燕王朱棣に従って南京に入り、信安伯に封じられ、世券を与えられた。永楽初年、妹（昭懿貴妃）が永楽帝（朱棣）の妃となった。丘福と朱能は張輔父子の功績がいずれも高く、外戚であることを理由に恩賞を薄くしてはいけないと言上した。1405年（永楽3年）、張輔は新城侯の封に進められた。
ときにベトナム北部で胡季犛が簒奪して、太上皇を自称し、子の胡漢蒼を帝に立てた。陳芸宗の子を自称する陳添平が老撾から明領に逃亡したので、胡季犛は偽って陳添平の帰国を求めた。12月、永楽帝は都督の黄中に兵5000をつけて陳添平を送らせ、前大理寺卿の薛嵓に補佐させた。1406年（永楽4年）1月、胡季犛は芹站に兵を伏せて、陳添平を殺害し、薛嵓を戦死させた。7月、永楽帝は成国公朱能を征夷将軍とし、張輔を右副将軍として、豊城侯李彬ら18人の将軍と兵80万を率いさせ、左副将軍の西平侯沐晟と合流して、胡朝を討つよう命じた。兵部尚書の劉儁が軍務に参与し、工部尚書の黄福と大理寺卿の陳洽が兵糧の輸送を担当した。
10月、朱能が軍中で死去すると、張輔が代わって遠征軍を率いた。憑祥から進軍し、坡塁関を越え、胡朝の領内で山川を祭り、胡季犛の20の罪を列挙して檄を飛ばした。隘留・鶏陵の二関を破り、芹站を通過して、胡朝の伏兵を撃退し、新福にいたった。沐晟の軍が雲南からやってくると、白鶴に陣営を置いた。胡朝は宣江・洮江・沲江・富良江の4つの河川を防衛線とし、江の南北の岸に柵を立て、舟をその中に集め、多邦隘に築城し、城柵や橋や艦を900里あまりにわたって連ねて、張輔の軍を縦深陣地のあいだで消耗させようとした。張輔は新福から三帯州に軍を移し、船を建造して進軍を図った。永楽帝が朱能の死去を聞くと、張輔を征夷将軍・総兵官に任じ、李文忠が開平王常遇春に交代した故事を引き、疫病の発生しない冬のあいだに胡朝の軍を殲滅するよう命じた。12月、張輔の軍が富良江の北に宿営すると、驃騎将軍の朱栄を派遣して胡朝の軍を嘉林江で破り、沐晟の軍と合流して多邦城に進攻した。他を攻めるそぶりを見せて敵の緩みを誘い、都督の黄中らに決死隊を率いさせ、人に松明とラッパを持たせ、深夜に堀を乗り越えさせ、雲梯でその城壁を登らせた。都指揮の蔡福が先頭に立ち、兵士が群がって城壁の上にたどり着くと、ラッパを鳴らし、万の松明を一斉に掲げた。城下の兵が太鼓を鳴らして続いて進軍すると、多邦城に入城した。胡朝は象兵を駆り出して迎撃してきた。張輔は獅蒙馬（不詳）の絵を描かせて象に対峙させ、神機火器を翼とした。象たちはみな反転して逃走し、胡朝の軍は大敗した。明軍は胡朝の将軍2人を斬り、傘円山まで追撃し、富良江沿いの木柵を焼き尽くし、多数の敵兵を捕斬した。進軍して東都昇龍府を攻略し、胡朝の官吏や民衆をなだめて降伏させた。帰順する者は1日に万を数えた。別将の李彬・陳旭を派遣して西都清華府を奪取し、さらに軍を分けて敵の援兵を破った。胡季犛は宮室倉庫を焼いて海上に逃れ、宣江・洮江・沲江沿いの州県も次々と明に降った。
1407年（永楽5年）1月、張輔は清遠伯王友らを派遣して注江から渡河させ、籌江・困枚・万劫・普頼の諸寨を連破し、37000人あまりを斬首した。ときに胡朝の将軍の胡杜が舟を集めて灘江に盤踞していた。張輔は降将の陳封に胡杜を襲撃させて破り、その舟を鹵獲した。これにより東潮・諒江の諸府州を平定した。ほどなく胡季犛の水軍を木丸江で撃破し、1万人を斬首し、その将校100人あまりを捕らえ、多数の溺死者を出した。膠水県の悶海口まで追撃して、軍を返した。鹹子関に築城し、都督の柳升にここを守らせた。3月、胡朝の水軍が富良江から入った。張輔は沐晟とともに岸を挟んで迎撃した。柳升らが水軍で横撃して撃破し、数万人を斬首した。このため江水は赤く染まり、明軍は勝利に乗じて猛追した。ときに日照りのため水深が浅く、胡朝の軍は舟を捨てて陸路を逃れた。明軍がやってくると、突然の大雨で江の水位が上がり、舟で渡ることができた。5月、奇羅海口にいたり、胡季犛とその子の胡漢蒼を捕らえ、胡朝の太子・諸王・将相・大臣らを檻に入れて、南京に護送した。ベトナム北部を平定して、府州48・県180・戸312万を獲得した。陳氏の末裔を求めて得られなかったため、交趾布政司を設置して、ベトナム北部を明領に編入した。6月、韓観と合流して潯州・柳州の少数民族の反乱を討った。
1408年（永楽6年）6月、張輔は遠征軍を率いて南京に凱旋した。7月、英国公の封に進められ、世券を与えられた。12月、沐晟がベトナムの生厥江で後陳朝の陳頠に敗れた。1409年（永楽7年）2月、張輔は征虜将軍の印を受けて、軍を率いて再びベトナム北部に遠征した。ときに陳頠は退位して上皇となり、陳季拡が皇帝に即位して、勢力を拡大させていた。張輔は叱覧山で木を伐採して舟を造り、諒江の北の避難民を招いて生業に復帰させた。慈廉州まで進軍し、喝門江で後陳朝の軍を撃破し、広威州の孔目柵を攻め落とした。8月、鹹子関で後陳朝の兵と遭遇してこれを破った。ときに後陳朝の舟600隻あまりが江の東南岸を保っていた。9月、張輔は陳旭らを率いて手漕ぎ船で戦い、風に乗じて火を放ち、後陳朝の将軍200人あまりを捕らえ、その舟を鹵獲した。太平海口まで追撃した。後陳朝の将軍の阮景異が300隻の舟で迎撃してきたため、これを撃破した。陳季拡は陳氏の後裔を自称して、使者を派遣して冊封を求めた。張輔は「さきに陳氏の王族の後裔を捜索させたときには名乗り出なかったのに、今になって自称するのは偽りである。わたしは命を奉じて賊を討つだけで、その他のことは関知しない」と答えた。朱栄・蔡福らを派遣して歩兵と騎兵を先行させ、張輔は水軍を率いてその後詰となった。黄江から神投海にいたり、清化で軍を合流させ、道を分かれて磊江に入った。11月、陳頠を美良山中で捕らえて、その一党を南京に護送した。1410年（永楽8年）1月、軍を進めて後陳朝の残軍を討ち、数千人を斬り、京観を築いたが、陳季拡を捕らえることはできなかった。永楽帝は沐晟をベトナムに留めて掃討させ、張輔の軍を召還した。張輔は興和で永楽帝と面会すると、宣府・万全で練兵し、永楽帝の第一次漠北遠征の物資運送を監督するよう命じられた。
ときに陳季拡は明に降伏を願い出ていたが、実際には服従するつもりがなかった。張輔の召還に乗じて勢力を拡大し、沐晟には抑えることができなくなった。1411年（永楽9年）1月、張輔は征虜副将軍となり、沐晟と協力して陳季拡を討つよう命じられた。張輔は遠征軍を率いて交趾に到着すると、軍令に違反した都督の黄中を斬って、一罰百戒をなした。7月、後陳朝の将軍の阮景異を月常江で破り、100隻あまりの船を鹵獲した。元帥の鄧宗稷らを生け捕りにし、さらに別部の首領数人を捕斬した。軍中に疫病が蔓延したため、進軍を停止した。1412年（永楽10年）8月、後陳朝の水軍を神投海で破り、渠帥75人を捕らえた。乂安府に軍を進めると、後陳朝の将軍たちが相次いで明に降伏した。1413年（永楽11年）12月、沐晟と順州で合流し、愛子江で象兵を先頭に立てる後陳朝の軍と戦った。張輔は兵士に訓戒して、一射の矢で象使いを射落とし、二射の矢で象の鼻を射させた。象は逃げ帰って、自陣のベトナム兵を蹂躙した。明軍の裨将の楊鴻・韓広・薛聚らが勝勢に乗じて進軍し、矢を雨のように降らせて、後陳朝の軍を撃破した。後陳朝の将軍56人を捕らえた。愛母江まで追撃し、ベトナム兵多数を降伏させた。1414年（永楽12年）1月、政平州まで進軍した。後陳朝の軍が暹蛮・昆蒲の諸柵に駐屯していると知ると、張輔は兵を率いて赴いた。切り立った断崖のそばの小道は、騎兵で進むことができなかった。張輔は将校とともに徒歩で竹林の山中を進軍した。深夜に敵の本拠を突き、阮景異・鄧容らを捕らえた。陳季拡が老撾に逃れたため、張輔は指揮の師祐を派遣して兵を出して捜索させ、3関を破った。3月、陳季拡とその妻子を捕縛し、南京に護送した。張輔はベトナム北部を再び制圧すると、承制により、後陳朝がチャンパ王国から奪取した地に升州・華州・思州・義州の4州を設置し、衛所を増置し、降伏した者を官につけた。軍を留めて衛所を守らせ、張輔自身は本土に帰還した。1415年（永楽13年）2月、南京に凱旋した。4月、交趾総兵官として交趾に駐屯するよう命じられた。後陳朝の残党の陳月湖らが起兵すると、張輔はこれを鎮圧した。1416年（永楽14年）11月、召還された。
1421年（永楽19年）7月、張輔は永楽帝の第三次漠北遠征に参加し、張輔は左掖を率いた。1422年（永楽20年）、山西の大同衛・天城衛・陽和衛・朔州衛などに火器・砲を増設するよう求めた。1423年（永楽21年）7月、第四次漠北遠征に参加し、再び左掖を率いた。1424年（永楽22年）3月、第五次漠北遠征に参加し、やはり左掖を率いた。6月、先鋒隊が答蘭納木児河に達したが、アルクタイはすでに逃亡していた。張輔らは永楽帝の命を受けて山谷を300里にわたって捜索したが、得るものはなく、河上に進駐した。
8月、洪熙帝が即位すると、張輔は中軍都督府事を管掌し、太師に進み、二官の俸給を合わせて支給された。まもなく張輔は太師の俸給米を北京の倉で支給されることになった。当時の官吏たちは俸給米を南京で支給されることになっており、特別な優遇措置であった。永楽帝の死去から27日で、群臣たちは喪服を脱いで平服に着替えてしまった。張輔と楊士奇だけが喪服を着けたままだったので、洪熙帝は「張輔は武臣であるのに、礼を知ることでは六卿を越えている」といって感嘆し、ますます重んじるようになった。1425年（洪熙元年）、知経筵事とされ、『仁宗実録』の監修を命じられた。
1426年（宣徳元年）、漢王朱高煦が反乱を計画し、功臣たちに内応の誘いをかけ、張輔のところにも夜間にひそかに人を派遣してきた。張輔は使者を捕らえて、反乱の計画を全て白状させると、兵を率いて漢王を討つよう奏聞した。宣徳帝は親征を決定し、張輔は扈従を命じられた。1429年（宣徳4年）、都御史の顧佐が功臣を保護するよう求めた。宣徳帝は張輔の都督府事の任を解き、朝夕に近侍させて、軍事や国事の重大事を相談した。張輔は光禄大夫・左柱国の階位に進められ、1月に2回だけ入朝することとされた。1435年（宣徳10年）、英宗が即位すると、張輔は翊連佐理の号を加えられ、『宣宗実録』の監修を命じられた。1436年（正統元年）、知経筵事をつとめた。
張輔は4代の皇帝に歴仕して、帝室ともに姻戚関係にあったが、細心で慎み深く、蹇義・夏原吉・楊士奇・楊栄・楊溥らと協調して、輔政にあたった。王振が英宗の朝廷で権力を掌握すると、文武の大臣たちは王振にこびへつらったが、ひとり張輔だけは近づこうとしなかった。1449年（正統14年）7月、オイラトのエセン・ハーンが明の北辺を侵犯すると、王振が英宗の親征をうながし、張輔も従軍することになったが、軍政には関与できなかった。8月、土木の変が起こり、張輔は戦死した。享年は75。定興王に追封された。諡は忠烈といった。
子の張懋が英国公の爵位を嗣いだ。